# Mariologi

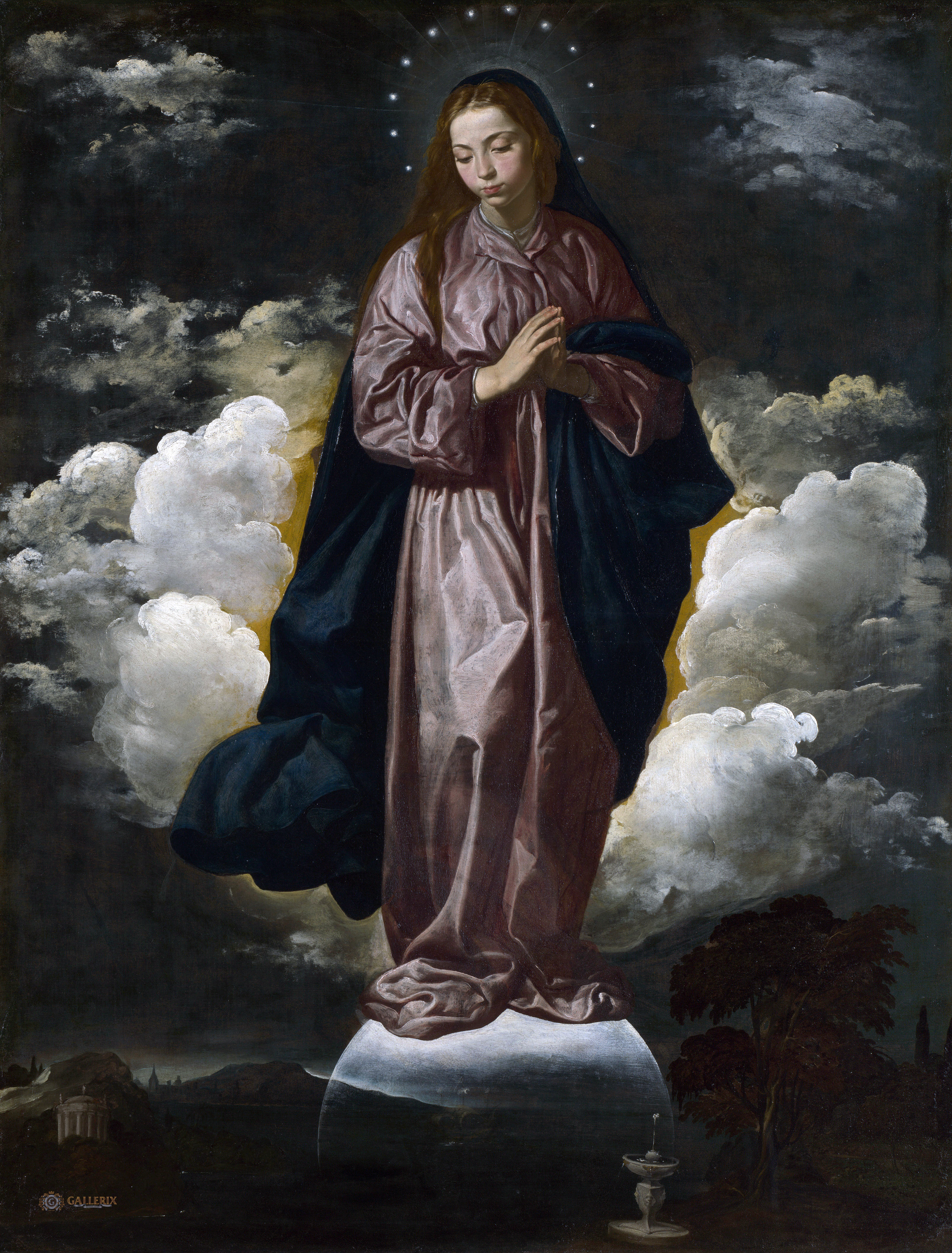
Jungfru Maria, den obefläckade avlelsen, målning av Diego Velázquez (1618).

Mariologi är i kristen, främst katolsk, teologi läran om, eller studiet av, Jungfru Maria. Mariologin bygger på att knyta samman källmaterial, traditioner och läror om Jungfru Maria, och syftar till att utröna hennes religiösa betydelse för kristendomen. Jungfru Marias religiösa betydelse har sedan tidigkristen tid varit föremål för schismer, och var anledning till att samfund brutit sig ur kyrkogemenskapen med andra. Motsvarande studium av Jesus kallas kristologi, som ibland ses som en överordnad term för mariologin.
Synen på Jungfru Maria skiljer sig åt avsevärt för olika kristna samfund. Romersk-katolska kyrkans vördnad för Jungfru Maria kan ställas som kontrast mot den protestantiska uppfattningen, där hon jämförelsevis intar en mindre bemärkt position. Mariologin har under senare tid varit mest utbredd i den katolska världen, medan hon för de ortodoxa kyrkorna inte spelat en dogmatisk roll på samma sätt, fastän det liturgiska vördandet av henne är likvärdigt framträdande. I de flesta kyrkorna kallas hon Theotokos, Gudaföderska, vilket lägger vikt vid att hon födde Guds son, och är en lära som formulerades vid Konciliet i Efesus år 431, som en markering mot Nestorios, och ännu skiljer sig de flesta samfunds trosuppfattning från Österns assyriska kyrka, vilken kallar Jungfru Maria för Kristusföderska, Christotokos. Rörelser inom Katolska kyrkan ser Jungfru Maria som antingen mediatrix eller co-redemptrix, eller både och, vilket är särskiljande för dess mariologi, och har blivit kritiserat av andra samfund.
För katolska kyrkans vidkommande fastslogs en del mariologiska dogmer vid Andra Vatikankonciliet, med konstitutionen Lumen Gentium. "Den obefläckade avlelsen", som fastställdes 1854 av Pius IX med Ineffabilis Deus, är en sådan dogm. De katolska lärorna använder i stor utsträckning uppgifter från helgon. Marianum är ett katolskt lärosäte uteslutande för mariologi som grundades i Rom år 1950 av Gabriel Roschini.   
Till mariologin hör förutom fastställandet av de rent dogmatiska spörsmålen om Jungfru Maria, bland annat frågor om hur hon bör framställas i konsten och musiken.